# Élections municipales sénégalaises de 2022
Les élections municipales sénégalaises de 2022 ont lieu le 23 janvier 2022 afin de renouveler les membres des conseils municipaux ainsi que les maires du Sénégal. Des élections départementales sont organisées le même jour.
L'opposition remporte la majorité des grandes villes.

## Contexte
Initialement prévues pour le 23 juin 2019,, les élections sont reportées à de multiples reprises en raison d'une réforme du code électoral sur laquelle le gouvernement et l'opposition ne parviennent pas à s'entendre pendant plus d'un an. La question des conditions d'inéligibilité des candidats fait en effet polémique, celles ci excluant l'ancien maire de Dakar Khalifa Sall, condamné à cinq ans de prison pour escroquerie, et de Karim Wade, fils de l’ancien président Abdoulaye Wade, condamné pour enrichissement illicite en 2015. Les deux hommes bénéficient en 2022 d’une grâce présidentielle, mais ne peuvent pas jouir de leurs droits civiques. Le montant de la caution versée par les candidats constitue également un point de litige lors des négociations, avant d'être finalement fixée à quinze millions de franc CFA.
La réforme aboutit notamment à l'élection au scrutin direct des maires des communes, en même temps que les conseillers municipaux. Les élections sont finalement convoquées le 15 octobre 2021 pour le 23 janvier de l'année suivante,.
Le scrutin voit ainsi s'affronter plusieurs coalitions dont Unis par l'espoir, initiée par le président Macky Sall, Libérer le peuple, dont les principaux initiateurs sont les opposants Khalifa Sall et Ousmane Sonko, et Wallu Senegal, initiée par le Parti démocratique sénégalais (PDS) de Karim Wade.

## Résultats
Les municipales s'avèrent une défaite pour la coalition Unis par l'espoir du président Macky Sall, l'opposition remportant notamment la capitale Dakar, plusieurs villes majeures dont Kaolack, Thiès et Diourbel, ainsi que la plus grande ville du sud du pays, Ziguinchor. Cette dernière est remportée par Ousmane Sonko, qui se positionne en favori de l'opposition pour l'élection présidentielle de 2024,,,.
La coalition Unis par l'espoir parvient à conserver la majorité des communes, ce qui permet à ses dirigeants de relativiser l'issue du scrutin. En raison de la répartition de la population, les communes concernées ne totalisent cependant plus que 40 % de l'électorat sénégalais,.

### Principales villes
| N° | Ville         | Maire élu              | Statut        | Coalition                    |
| -- | ------------- | ---------------------- | ------------- | ---------------------------- |
| 1  | Pikine        | Abdoulaye Timbo        | Réélu         | Unis par l'espoir            |
| 2  | Dakar         | Barthélémy Dias        | Nouveau maire | Yewwi Askan Wi               |
| 3  | Touba         | Abdoul Ahad Ka         | Réélu         | Unis par l'espoir            |
| 4  | Guediawaye    | Ahmed Aidara           | Nouveau maire | Yewwi Askan Wi               |
| 5  | Thies         | Babacar Diop           | Nouveau maire | Yewwi Askan Wi               |
| 6  | Kaolack       | Serigne Mboup          | Nouveau maire | And Nawlé                    |
| 7  | Mbour         | Cheikh Issa Sall       | Nouveau maire | Unis par l'espoir            |
| 8  | Rufisque      | Oumar Cisse            | Nouveau maire | Yewwi Askan Wi               |
| 9  | Saint-Louis   | Mansour Faye           | Réélu         | Unis par l'espoir            |
| 10 | Ziguinchor    | Ousmane Sonko          | Nouveau maire | Yewwi Askan Wi               |
| 11 | Diourbel      | Malick Fall            | Réélu         | Wallu Sénégal                |
| 12 | Tambacounda   | Papa Banda Dieye       | Nouveau maire | Le Choix de Tambacounda      |
| 13 | Louga         | Moustapha Diop         | Réélu         | Unis par l'espoir            |
| 14 | Kolda         | Mame Boye Diao         | Nouveau maire | Nay Leer - Benno Bokk Yakaar |
| 15 | Mbacke        | Gallo Ba               | Nouveau maire | Unis par l'espoir            |
| 16 | Tivaouane     | Demba Diop dit Diop Sy | Nouveau maire | CPJE                         |
| 17 | Richard Toll  | Amadou Mame Diop       | Réélu         | Unis par l'espoir            |
| 18 | Bargny        | Djibril Fall           | Réélu         | Wallu Sénégal                |
| 19 | Joal Fadhiout | Sophie Gladima         | Nouveau maire | Unis par l'espoir            |
| 20 | Kaffrine      | Abdoulaye Seydou Sow   | Nouveau maire | Unis par l'espoir            |